# Boschdijk
De Boschdijk is een weg in de Nederlandse stad Eindhoven.
De weg is ongeveer 7 km lang en verbindt in vrijwel rechte lijn het centrum van Eindhoven met Best. Samen met de John F. Kennedylaan is de Boschdijk een van de twee ontsluitingswegen van Eindhoven vanaf het centrum in noordelijke richting.
De weg is aangelegd tussen 1802 en 1806 als laatste schakel van de verharde handelsweg 's-Hertogenbosch-Luik, die al in 1741 was voorgenomen in een "Octroy door de Hoog Mogende Heeren Statengeneraal der Vereenigde Nederlanden geacoordeert tot Het maaken van een Straatweg van 's Hertogenbosch op Eyndhoven".
Boschdijk 1006, een korenmolen met de naam Annemie (1891), is een rijksmonument.
18 Septemberplein ·
Berenkuil ·
Boschdijk ·
Demer ·
Dommelstraat ·
Emmasingel ·
John F. Kennedylaan ·
Keizersgracht ·
Markt ·
Mathildelaan ·
Oude Stadsgracht ·
Stationsplein ·
Stratumsedijk ·
Stratumseind ·
Vestdijk ·
Wal ·
Wilhelminaplein